# جيك ريد (لاعب كرة قاعدة)
جيك ريد (بالإنجليزية: Jake Reed)‏ هو لاعب كرة قاعدة أمريكي، ولد في 29 سبتمبر 1992 في لا ميسا في الولايات المتحدة.

## وصلات خارجية
- جيك ريد على موقع دوري كرة القاعدة الرئيسي (الإنجليزية)
- جيك ريد على موقعبيزبول رفرنس.كوم (الدوري الرئيسي) (الإنجليزية)
- جيك ريد على موقعبيزبول رفرنس.كوم (الدوري الثانوي) (الإنجليزية)